# Morti il 14 agosto
| Questa pagina contiene informazioni ricavate automaticamente dalle voci biografiche con l'ausilio del template Bio e di un bot. L'aggiornamento è periodico e automatico e ricostruisce completamente la pagina. Se manca una persona in questa lista, sei pregato di non aggiungerla, ma accertati piuttosto che la sua voce biografica contenga il template Bio e che i dati anagrafici siano correttamente compilati. Se il template Bio manca, inseriscilo tu stesso o, in alternativa, metti l'avviso {{tmp\|Bio}} che ne segnala la mancanza. Se i dati riportati sono sbagliati, correggi direttamente la voce biografica; le modifiche saranno visibili in questa lista entro pochi giorni. Per chiarimenti vedi il progetto biografie. La lista contiene solo le 507 persone che sono citate nell'enciclopedia e per le quali è stato implementato correttamente il template Bio. Pagina aggiornata al 17 ago 2025. |

## IV secolo(1)
- 353 - Eusebio di Roma, presbitero romano

## VI secolo(1)
- 582 - Tiberio II Costantino, imperatore romano

## XI secolo(3)
- 1040 - Duncan I di Scozia, re scozzese
- 1059 - Giselberto di Lussemburgo, nobile tedesco
- 1087 - Leone Diogene, imperatore bizantino (n. 1069)

## XII secolo(3)
- 1136 - Anselmo V Pusterla, arcivescovo cattolico italiano
- 1167 - Rainaldo di Dassel, arcivescovo cattolico e condottiero tedesco
- 1196 - Enrico IV di Lussemburgo, conte

## XIII secolo(1)
- 1204 - Minamoto no Yoriie, militare giapponese (n. 1180)

## XIV secolo(8)
- 1316 - Papiniano della Rovere, vescovo cattolico italiano
- 1317 - Arnaud Nouvel, cardinale e docente francese
- 1317 - Bernard de Castanet, cardinale francese
- 1318 - Giacomo Colonna, cardinale italiano
- 1319 - Valdemaro di Brandeburgo, nobile tedesco
- 1320 - Arnaud d'Aux, cardinale e vescovo cattolico francese
- 1326 - Pietro Colonna, cardinale italiano (n. 1260)
- 1352 - Guy II de Nesle, militare francese

## XV secolo(7)
- 1433 - Giovanni I del Portogallo, re portoghese (n. 1357)
- 1448 - Wincenty Kot z Dębna, cardinale e arcivescovo cattolico polacco
- 1458 - Domenico Capranica, cardinale, vescovo cattolico e umanista italiano (n. 1400)
- 1464 - Papa Pio II, papa, vescovo cattolico e cardinale italiano (n. 1405)
- 1486 - Marco Barbarigo, doge (n. 1413)
- 1494 - Giacomo di Brézé, francese
- 1499 - Luigi Capra, vescovo cattolico italiano (n. 1437)

## XVI secolo(10)
- 1501 - Luigi II di Montpensier, conte (n. 1483)
- 1526 - Pietro Summonte, umanista italiano (n. 1453)
- 1549 - Filiberto Ferrero, cardinale, vescovo cattolico e diplomatico italiano (n. 1500)
- 1560 - Francesco Taverna, nobile, politico e diplomatico italiano (n. 1488)
- 1568 - Stanislao Kostka, gesuita polacco (n. 1550)
- 1573 - Saitō Tatsuoki, militare giapponese (n. 1548)
- 1575 - Diego Hurtado de Mendoza y Pacheco, poeta, umanista e diplomatico spagnolo (n. 1503)
- 1578 - Antonio Carafa, nobile italiano (n. 1542)
- 1587 - Guglielmo Gonzaga, duca italiano (n. 1538)
- 1591 - Girolamo Piatti, gesuita e scrittore italiano (n. 1548)

## XVII secolo(19)
- 1621 - Giovanni da San Guglielmo, religioso e presbitero italiano (n. 1552)
- 1622 - Henri de Gondi, cardinale e vescovo cattolico francese (n. 1572)
- 1629 - Carlo Gaudenzio Madruzzo, cardinale e vescovo cattolico italiano (n. 1562)
- 1631 - Carlo di Gonzaga-Nevers, nobile (n. 1609)
- 1631 - Marcello Giovanetti, poeta, scrittore e avvocato italiano (n. 1598)
- 1632 - Augusto del Palatinato-Sulzbach, nobile tedesco (n. 1582)
- 1633 - Domenico Ibáñez de Erquicia, presbitero spagnolo (n. 1589)
- 1633 - Francesco Shoyemon, religioso giapponese
- 1638 - Bartolomeo Gavanti, teologo italiano (n. 1569)
- 1657 - Giovanni Paolo Lascaris di Ventimiglia e Castellar, principe (n. 1560)
- 1659 - Prospero Caffarelli, cardinale italiano (n. 1593)
- 1660 - Maria Gonzaga, nobile italiana (n. 1609)
- 1662 - Cristina Maddalena del Palatinato-Zweibrücken-Kleeburg (n. 1616)
- 1665 - Carlo II di Gonzaga-Nevers, nobile italiano (n. 1629)
- 1671 - Floridor, attore teatrale francese (n. 1608)
- 1676 - Nicolò Sagredo, doge (n. 1606)
- 1690 - Pirro De Capitani, nobile e politico italiano (n. 1623)
- 1691 - Richard Talbot, militare e politico irlandese (n. 1639)
- 1692 - Nicolas Chorier, avvocato, scrittore e storico francese (n. 1612)

## XVIII secolo(20)
- 1706 - Pedro de Salazar Gutiérrez de Toledo, cardinale e vescovo cattolico spagnolo (n. 1630)
- 1709 - Giovan Girolamo II Acquaviva d'Aragona, nobile e condottiero italiano (n. 1663)
- 1726 - Bernardina Sofia della Frisia orientale-Rietberg, contessa e badessa (n. 1654)
- 1727 - William Croft, compositore e organista inglese (n. 1678)
- 1727 - Ludovico Lante Montefeltro della Rovere, III duca di Bomarzo, nobile italiano (n. 1683)
- 1728 - Ernesto Augusto II di Hannover, nobile tedesco (n. 1674)
- 1734 - Alessandro Aldobrandini, cardinale e arcivescovo cattolico italiano (n. 1667)
- 1734 - August Christoph von Wackerbarth, militare e politico tedesco (n. 1662)
- 1736 - Victor Honoré Janssens, pittore fiammingo (n. 1658)
- 1752 - Edvige Federica di Württemberg-Veltingen, principessa tedesca (n. 1691)
- 1754 - Maria Anna d'Asburgo, regina (n. 1683)
- 1763 - Giovanni Battista Somis, violinista e compositore italiano (n. 1686)
- 1774 - Johann Jakob Reiske, filologo classico, orientalista e numismatico tedesco (n. 1716)
- 1776 - Charles Cathcart, IX Lord Cathcart, generale e diplomatico scozzese (n. 1721)
- 1777 - Gian Benedetto Mittarelli, religioso italiano (n. 1707)
- 1781 - Eleonora Maria Teresa di Savoia, nobile italiana (n. 1728)
- 1789 - Friedrich von Knaus, orologiaio e inventore tedesco (n. 1724)
- 1794 - George Colman il Vecchio, drammaturgo e saggista inglese (n. 1732)
- 1797 - Gabriele Brunelli, botanico e naturalista italiano (n. 1728)
- 1799 - Oronzio Massa, generale italiano (n. 1760)

## XIX secolo(71)
- 1812 - Lorenzo Nannoni, chirurgo italiano (n. 1749)
- 1814 - Durand de Maillane, giurista francese (n. 1729)
- 1815 - Francesco Maria Pignatelli, cardinale italiano (n. 1745)
- 1815 - Jean Auguste de Chastenet de Puységur, arcivescovo cattolico francese (n. 1740)
- 1817 - Jean-François Demandolx, vescovo cattolico francese (n. 1744)
- 1818 - Aubin-Louis Millin de Grandmaison, botanico, storico e antiquario francese (n. 1759)
- 1819 - Erik Acharius, botanico e medico svedese (n. 1757)
- 1820 - Antonio Litta Visconti Arese, nobile e politico italiano (n. 1748)
- 1821 - Giovanni Barberi, giurista italiano (n. 1748)
- 1822 - Paolo Patrizio Fava Ghisilieri, arcivescovo cattolico italiano (n. 1728)
- 1827 - Domenico Millelire, militare italiano (n. 1761)
- 1838 - Yukhannan VIII Hormizd, patriarca cattolico ottomano (n. 1760)
- 1841 - Johann Friedrich Herbart, filosofo e pedagogista tedesco (n. 1776)
- 1844 - Henry Francis Cary, letterato e traduttore inglese (n. 1772)
- 1844 - Carl Friedrich Kielmeyer, biologo e naturalista tedesco (n. 1765)
- 1847 - Frans Michael Franzén, scrittore svedese (n. 1772)
- 1848 - Sarah Flower Adams, poetessa britannica (n. 1805)
- 1848 - Eusebio Barbetti, patriota italiano (n. 1816)
- 1849 - Haden Edwards, statunitense (n. 1771)
- 1849 - Gabriel Peignot, bibliografo francese (n. 1767)
- 1852 - Bianco Luno, tipografo danese (n. 1795)
- 1852 - Margaret Taylor, first lady statunitense (n. 1788)
- 1854 - Carl Carl, attore teatrale, commediografo e direttore teatrale austriaco (n. 1787)
- 1854 - Fernando Estévez, scultore, pittore e urbanista spagnolo (n. 1788)
- 1856 - William Buckland, teologo, geologo e paleontologo inglese (n. 1784)
- 1858 - Tokugawa Iesada, militare giapponese (n. 1824)
- 1859 - Luigi Bartolucci, patriota italiano (n. 1788)
- 1859 - Federico IV di Salm-Kyrburg, principe tedesco (n. 1789)
- 1859 - Maria Elisabetta Renzi, religiosa italiana (n. 1786)
- 1860 - André Marie Constant Duméril, zoologo francese (n. 1774)
- 1861 - Francesco Maria Barzellotti, vescovo cattolico italiano (n. 1782)
- 1863 - Colin Campbell, generale britannico (n. 1792)
- 1865 - Fitz Henry Lane, pittore statunitense (n. 1804)
- 1866 - Karol Kuzmány, scrittore, giornalista e pastore protestante slovacco (n. 1806)
- 1866 - Georg Ferdinand von Waldburg-Zeil, nobile, presbitero e missionario tedesco (n. 1823)
- 1867 - Nicola Benvenuti, organista e compositore italiano (n. 1783)
- 1867 - Giuseppe Marchesi, architetto italiano (n. 1778)
- 1868 - Manuel Ezequiel Bruzual, politico venezuelano (n. 1830)
- 1870 - David G. Farragut, ammiraglio statunitense (n. 1801)
- 1870 - Manuel Saumell, musicista cubano (n. 1818)
- 1872 - Alfonso della Valle di Casanova, filantropo italiano (n. 1830)
- 1874 - Jonathan Clarkson Gibbs, educatore e predicatore statunitense (n. 1821)
- 1876 - Giovan Battista Albini, ammiraglio italiano (n. 1812)
- 1876 - Charles Howard, XVII conte di Suffolk, nobile e politico britannico (n. 1805)
- 1878 - Vito Cesare Boccardi, imprenditore italiano (n. 1835)
- 1878 - Ivan Martynovič Koval'skij, rivoluzionario russo (n. 1850)
- 1878 - John Howard Raymond, educatore statunitense (n. 1814)
- 1878 - Wilhelm Rüstow, militare tedesco (n. 1821)
- 1879 - Ivan Davidovič Lazarev, generale russo (n. 1820)
- 1880 - Stratford Canning, I visconte di Stratford de Redcliffe, diplomatico e politico britannico (n. 1786)
- 1880 - Giuseppe Polsinelli, politico italiano (n. 1787)
- 1883 - Domenico Fanelli, vescovo cattolico italiano (n. 1807)
- 1883 - Giuseppe Del Majno, violinista italiano (n. 1801)
- 1883 - Luigi Wimmer, patriota e ingegnere italiano (n. 1842)
- 1885 - Agostino Pennisi di Floristella, imprenditore e numismatico italiano (n. 1832)
- 1886 - Edmond Nicolas Laguerre, matematico francese (n. 1834)
- 1888 - Carl Christian Hall, politico danese (n. 1812)
- 1890 - Michael J. McGivney, presbitero statunitense (n. 1852)
- 1891 - Teofil Kwiatkowski, pittore polacco (n. 1809)
- 1891 - Sarah Polk, first lady statunitense (n. 1803)
- 1891 - Matilde di Schaumburg-Lippe, principessa e duchessa (n. 1818)
- 1892 - Filippo Severati, pittore italiano (n. 1819)
- 1893 - Biagio Licata di Baucina, politico italiano (n. 1834)
- 1893 - Sebastiano Rivolta, veterinario e batteriologo italiano (n. 1832)
- 1893 - Giovanni Visone, politico e nobile italiano (n. 1814)
- 1894 - John Quincy Adams II, avvocato e politico statunitense (n. 1833)
- 1894 - Elliott Bulloch Roosevelt, politico statunitense (n. 1860)
- 1894 - Virginia Minor, attivista statunitense (n. 1824)
- 1896 - Joseph Delboeuf, psicologo e filosofo belga (n. 1831)
- 1897 - William Archer, naturalista irlandese (n. 1830)
- 1900 - Cheng Tinghua, artista marziale cinese (n. 1848)

## XX secolo(229)
- 1901 - Giuseppe Picone, storico, archeologo e giurista italiano (n. 1819)
- 1902 - Ebenezer W. Peirce, generale statunitense (n. 1822)
- 1903 - Paolo Clementini, magistrato e politico italiano (n. 1847)
- 1904 - Eduard von Martens, zoologo tedesco (n. 1831)
- 1905 - Simeon Solomon, pittore inglese (n. 1840)
- 1906 - Aniceto Arce, politico e imprenditore boliviano (n. 1824)
- 1907 - Aleksandr Osipovič Bernardazzi, architetto russo (n. 1831)
- 1907 - Hans Heinrich XI von Hochberg, generale e imprenditore tedesco (n. 1833)
- 1908 - Anton Giulio Barrili, politico, scrittore e letterato italiano (n. 1836)
- 1908 - Friedrich Paulsen, filosofo e pedagogista tedesco (n. 1846)
- 1911 - Henry Rathbone, militare statunitense (n. 1837)
- 1911 - Luigi Vannuccini, direttore d'orchestra e compositore italiano (n. 1828)
- 1911 - Yusuf Ali Kenadid, sultano somalo
- 1912 - Elisabetta di Sassonia, principessa tedesca (n. 1830)
- 1914 - Giuseppe Incorpora, fotografo italiano (n. 1834)
- 1915 - Umberto Pace, militare italiano (n. 1894)
- 1916 - Spiro Tipaldo Xidias, militare e avvocato italiano (n. 1887)
- 1918 - Johannes Lohs, militare tedesco (n. 1889)
- 1919 - Romolo Molaroni, vescovo cattolico italiano (n. 1858)
- 1920 - Francesco Niola, arcivescovo cattolico italiano (n. 1842)
- 1920 - Ignacy Skorupka, presbitero polacco (n. 1893)
- 1921 - Felice Borda, arbitro di calcio italiano (n. 1889)
- 1921 - Harriet Elizabeth Prescott Spofford, scrittrice statunitense (n. 1835)
- 1921 - Georg von Schönerer, politico austriaco (n. 1842)
- 1922 - Rebecca Cole, medico statunitense (n. 1846)
- 1922 - Alfred Harmsworth, giornalista e editore inglese (n. 1865)
- 1925 - Italo Ghersi, ingegnere e scrittore italiano (n. 1861)
- 1927 - Henry Finch-Hatton, XIII conte di Winchilsea, nobile inglese (n. 1852)
- 1928 - Klabund, scrittore e poeta tedesco (n. 1890)
- 1929 - Henry Horne, generale inglese (n. 1861)
- 1929 - Geoffrey Scott, storico dell'architettura e poeta inglese (n. 1884)
- 1931 - Tancredi Luigi Beria d'Argentine, avvocato e politico italiano (n. 1845)
- 1931 - Damiano di Gerusalemme, arcivescovo ortodosso greco (n. 1848)
- 1931 - Gitanillo de Triana, torero spagnolo (n. 1903)
- 1932 - Christian Georg Schmorl, patologo tedesco (n. 1861)
- 1934 - Clyde Purnell, calciatore inglese (n. 1877)
- 1934 - Pёtr Ivanovič Čardynin, regista cinematografico russo (n. 1873)
- 1935 - William Bridgeman, I visconte Bridgeman, politico, giudice e nobile britannico (n. 1864)
- 1936 - Potapij Emel'janov, presbitero e religioso russo (n. 1884)
- 1936 - Luigi Pellizzo, arcivescovo cattolico italiano (n. 1860)
- 1937 - Gaetano Manzoni, diplomatico e politico italiano (n. 1871)
- 1937 - Antonio Nuzzo, militare italiano (n. 1910)
- 1937 - Karl Viktorovič Pauker, militare sovietico (n. 1893)
- 1938 - Vittorio Cerri, ammiraglio italiano (n. 1857)
- 1938 - Jakob Erckrath de Bary, schermidore tedesco (n. 1864)
- 1938 - Nikolaj Grigor'ev, scacchista e compositore di scacchi russo (n. 1895)
- 1938 - Abraham Zevi Idelsohn, musicista e etnologo lettone (n. 1882)
- 1938 - Iskandar di Perak, sovrano malese (n. 1876)
- 1938 - Landon Ronald, direttore d'orchestra, compositore e pianista inglese (n. 1873)
- 1939 - Isaak Israilevič Brodskij, pittore sovietico (n. 1884)
- 1939 - Claus von Below-Saleske, diplomatico tedesco (n. 1866)
- 1940 - Jindřich Rezek, calciatore boemo (n. 1884)
- 1940 - Alois Stoeckl, militare tedesco (n. 1895)
- 1941 - Luis Dellepiane, politico, militare e ingegnere argentino (n. 1865)
- 1941 - Arthur Hiller, calciatore tedesco (n. 1881)
- 1941 - Massimiliano Maria Kolbe, presbitero e francescano polacco (n. 1894)
- 1941 - Paul Sabatier, chimico francese (n. 1854)
- 1942 - Natal'ja Kovšova, militare sovietica (n. 1920)
- 1942 - Marija Polivanova, militare sovietica (n. 1922)
- 1942 - Pier Giuseppe Scarpetta, militare e aviatore italiano (n. 1913)
- 1942 - Aleksej Alekseevič Troickij, compositore di scacchi russo (n. 1866)
- 1943 - Luigi Maria Foschini, politico italiano (n. 1867)
- 1943 - Joe Kelley, giocatore di baseball e allenatore di baseball statunitense (n. 1871)
- 1944 - Irma Bandiera, partigiana italiana (n. 1915)
- 1944 - Joseph Ermend Bonnal, organista e compositore francese (n. 1880)
- 1944 - William Dove, golfista britannico (n. 1872)
- 1944 - Bartolomeo Fronteddu, militare italiano (n. 1890)
- 1944 - Antonio Schivardi, militare e partigiano italiano (n. 1910)
- 1945 - Luigi Balbo Bertone di Sambuy, nobile e politico italiano (n. 1873)
- 1945 - Marija Nikitična Cukanova, militare sovietica (n. 1924)
- 1946 - Robert Heinrich Wagner, politico e militare tedesco (n. 1895)
- 1949 - Donato Fossati, avvocato e politico italiano (n. 1870)
- 1949 - Husni al-Za'im, generale e politico siriano (n. 1897)
- 1950 - Francesco Fichera, architetto e ingegnere italiano (n. 1881)
- 1950 - Lorenzo Rocci, presbitero, grecista e lessicografo italiano (n. 1864)
- 1950 - Angelo Simonetti, vescovo cattolico italiano (n. 1861)
- 1951 - William Randolph Hearst, editore, imprenditore e politico statunitense (n. 1863)
- 1951 - Robert Langton Douglas, storico, critico d'arte e docente inglese (n. 1864)
- 1952 - Lucangelo Bracci Testasecca, antifascista italiano (n. 1883)
- 1954 - Hugo Eckener, dirigibilista e imprenditore tedesco (n. 1868)
- 1955 - Lemuel Ayers, costumista, scenografo e produttore teatrale statunitense (n. 1915)
- 1956 - Bertolt Brecht, drammaturgo, poeta e regista teatrale tedesco (n. 1898)
- 1956 - John Crichton-Stuart, V marchese di Bute, nobile britannico (n. 1907)
- 1956 - Konstantin von Neurath, politico, diplomatico e criminale di guerra tedesco (n. 1873)
- 1957 - Pietro De Angelis, fantino italiano (n. 1905)
- 1958 - Mary Ritter Beard, attivista, storica e archivista statunitense (n. 1876)
- 1958 - Maurice Darney, astronomo francese (n. 1882)
- 1958 - Jacinto Grau Delgado, commediografo e drammaturgo spagnolo (n. 1877)
- 1958 - Osman Abdel Hafeez, schermidore egiziano (n. 1917)
- 1958 - Frédéric Joliot-Curie, fisico francese (n. 1900)
- 1958 - Kurt Katch, attore polacco (n. 1893)
- 1958 - Endre Tilli, schermidore ungherese (n. 1922)
- 1959 - Henry Garat, attore francese (n. 1902)
- 1959 - Pál Jávor, attore ungherese (n. 1902)
- 1960 - Fred Clarke, giocatore di baseball e allenatore di baseball statunitense (n. 1872)
- 1960 - Jaime Cortesão, scrittore, politico e storico portoghese (n. 1884)
- 1960 - Emil Komel, compositore sloveno (n. 1875)
- 1961 - Thomas Valentin Aass, politico e velista norvegese (n. 1887)
- 1961 - Henri Breuil, archeologo, antropologo e geologo francese (n. 1877)
- 1961 - Guido Alberto Fano, compositore, direttore d'orchestra e pianista italiano (n. 1875)
- 1961 - Donald Gallaher, attore e regista statunitense (n. 1895)
- 1961 - Marcel Jousse, gesuita e antropologo francese (n. 1886)
- 1961 - Heddle Nash, tenore inglese (n. 1894)
- 1961 - Nadežda Andreevna Obuchova, mezzosoprano sovietico (n. 1886)
- 1961 - Luigi Russo, critico letterario e storico della letteratura italiano (n. 1892)
- 1961 - Clark Ashton Smith, poeta, scultore e pittore statunitense (n. 1893)
- 1961 - Lionello Venturi, critico d'arte e storico dell'arte italiano (n. 1885)
- 1963 - Eric Carlberg, tiratore a segno, schermidore e pentatleta svedese (n. 1880)
- 1963 - Edoardo Garrone, imprenditore italiano (n. 1906)
- 1963 - Jane Keckley, attrice statunitense (n. 1876)
- 1963 - Jan Stachniuk, pubblicista e filosofo polacco (n. 1905)
- 1964 - Johnny Burnette, cantante statunitense (n. 1934)
- 1964 - Albino Carraro, arbitro di calcio e dirigente sportivo italiano (n. 1899)
- 1964 - Luigi Pirelli, vescovo cattolico italiano (n. 1895)
- 1965 - Róbert Kisuczky, calciatore ungherese (n. 1938)
- 1966 - E.D. Horkheimer, produttore cinematografico statunitense (n. 1881)
- 1966 - Duke Slater, giocatore di football americano statunitense (n. 1898)
- 1967 - Bob Anderson, pilota motociclistico e pilota automobilistico britannico (n. 1931)
- 1968 - Livio Cambi, chimico italiano (n. 1885)
- 1968 - Bruno Chizzo, calciatore italiano (n. 1916)
- 1968 - Augusto Álvaro da Silva, arcivescovo cattolico e cardinale brasiliano (n. 1876)
- 1968 - Marcel Thil, pugile francese (n. 1904)
- 1969 - Tony Fruscella, trombettista statunitense (n. 1927)
- 1969 - Sigrid Gurie, attrice statunitense (n. 1911)
- 1969 - Leen Hoogendijk, pallanuotista olandese (n. 1890)
- 1969 - Leonard Woolf, scrittore, editore e giornalista britannico (n. 1880)
- 1970 - Steve Darrell, attore statunitense (n. 1904)
- 1970 - Rodrigo Gómez, banchiere, economista e politico messicano (n. 1897)
- 1970 - Vano Il'ič Muradeli, compositore georgiano (n. 1908)
- 1970 - Alberto Pumarejo, politico colombiano (n. 1893)
- 1971 - Salvatore Battaglia, filologo, grammatico e critico letterario italiano (n. 1904)
- 1971 - Georg von Opel, imprenditore e canottiere tedesco (n. 1912)
- 1971 - Pinchi, paroliere italiano (n. 1900)
- 1971 - Erminio Spalla, pugile e attore italiano (n. 1897)
- 1972 - Paolo Giobbe, cardinale e arcivescovo cattolico italiano (n. 1880)
- 1972 - Aleksandr Il'ič Lejpunskij, fisico e ingegnere sovietico (n. 1903)
- 1972 - Oscar Levant, compositore, pianista e attore statunitense (n. 1906)
- 1972 - Jules Romains, scrittore francese (n. 1885)
- 1973 - Germaine Golding, tennista britannica (n. 1887)
- 1973 - Kim Newcombe, pilota motociclistico neozelandese (n. 1944)
- 1974 - Raúl González Tuñón, poeta argentino (n. 1905)
- 1974 - Fioravante Seibezzi, pittore italiano (n. 1906)
- 1975 - Raymond Kegeris, nuotatore statunitense (n. 1901)
- 1975 - Claude-André Puget, drammaturgo e sceneggiatore francese (n. 1900)
- 1976 - Mario Miltone, calciatore italiano (n. 1906)
- 1977 - Bobby Isaac, pilota automobilistico statunitense (n. 1932)
- 1977 - Aleksandr Romanovič Lurija, medico, sociologo e psicologo sovietico (n. 1902)
- 1977 - George Oppenheimer, sceneggiatore, commediografo e giornalista statunitense (n. 1900)
- 1978 - Renato Kehl, medico e scrittore brasiliano (n. 1889)
- 1978 - Joe Venuti, violinista statunitense (n. 1903)
- 1979 - Máximo Arnáiz, cestista spagnolo (n. 1907)
- 1979 - Georges Berthet, sciatore di pattuglia militare francese (n. 1903)
- 1979 - Michail Ogon'kov, calciatore sovietico (n. 1932)
- 1980 - Diego Fabbri, drammaturgo, sceneggiatore e saggista italiano (n. 1911)
- 1980 - Paolo Farneti, saggista italiano (n. 1936)
- 1980 - Chick Hannan, attore statunitense (n. 1901)
- 1980 - Paul Snider, fotografo canadese (n. 1951)
- 1980 - Dorothy Stratten, modella e attrice canadese (n. 1960)
- 1980 - Marion Zinderstein, tennista statunitense (n. 1896)
- 1981 - Karl Böhm, direttore d'orchestra austriaco (n. 1894)
- 1982 - Patrick Magee, attore britannico (n. 1922)
- 1982 - Leonida Suzzi Valli, docente e politico sammarinese (n. 1912)
- 1983 - Alceu Amoroso Lima, critico letterario, scrittore e giornalista brasiliano (n. 1893)
- 1983 - Musine Kokalari, scrittrice e politica albanese (n. 1917)
- 1983 - Yolanda Penteado, socialite, collezionista d'arte e mecenate brasiliana (n. 1903)
- 1983 - Irena Szydłowska, arciera polacca (n. 1928)
- 1984 - KhaShaba Jadav, lottatore indiano (n. 1926)
- 1984 - John Boynton Priestley, romanziere e drammaturgo inglese (n. 1894)
- 1985 - Manuel Armangué, pallanuotista spagnolo (n. 1901)
- 1985 - Marie Bell, attrice francese (n. 1900)
- 1985 - Sergio Galeotti, architetto e stilista italiano (n. 1945)
- 1985 - Alfred Hayes, sceneggiatore, scrittore e poeta britannico (n. 1911)
- 1985 - Lina Heydrich, tedesca (n. 1911)
- 1985 - Andrea Preus, calciatore italiano (n. 1898)
- 1985 - Gale Sondergaard, attrice statunitense (n. 1899)
- 1986 - Pierre Bertaux, germanista francese (n. 1907)
- 1987 - Michele Baretta, pittore italiano (n. 1916)
- 1987 - Giuseppe Branca, giurista e politico italiano (n. 1907)
- 1987 - Sydney Bromley, attore britannico (n. 1909)
- 1987 - Giovanni Delago, fondista italiano (n. 1903)
- 1987 - Albert Mayaud, nuotatore e pallanuotista francese (n. 1899)
- 1987 - Vincent Persichetti, compositore e pianista statunitense (n. 1915)
- 1987 - Paola Zancani Montuoro, archeologa italiana (n. 1901)
- 1988 - Fred Below, batterista statunitense (n. 1926)
- 1988 - Roy Buchanan, chitarrista statunitense (n. 1939)
- 1988 - Mario Bussagli, orientalista italiano (n. 1917)
- 1988 - Robert Calvert, cantante e poeta sudafricano (n. 1945)
- 1988 - Giorgio Raimondo Cardona, glottologo, linguista e traduttore italiano (n. 1943)
- 1988 - Enzo Ferrari, imprenditore, dirigente sportivo e pilota automobilistico italiano (n. 1898)
- 1988 - Albano Negro, ciclista su strada italiano (n. 1942)
- 1989 - Robert Bernard Anderson, politico statunitense (n. 1910)
- 1989 - Ricky Berry, cestista statunitense (n. 1964)
- 1989 - Donald Rafael Garrett, polistrumentista statunitense (n. 1932)
- 1989 - Lucien Bernard Lacoste, vescovo cattolico e missionario francese (n. 1905)
- 1989 - Roldano Lupi, attore e doppiatore italiano (n. 1909)
- 1989 - Sergio Nasca, regista e sceneggiatore italiano (n. 1937)
- 1991 - Stan Chambers, pistard britannico (n. 1910)
- 1991 - Alberto Crespo, pilota automobilistico argentino (n. 1920)
- 1991 - György Deák-Bárdos, compositore, organista e insegnante ungherese (n. 1905)
- 1991 - Ludwig Landgrebe, filosofo austriaco (n. 1902)
- 1991 - Gino Mangini, sceneggiatore e regista italiano (n. 1921)
- 1991 - Luigi Zampa, regista e sceneggiatore italiano (n. 1905)
- 1992 - Otello Boccaccini, cantante italiano (n. 1910)
- 1992 - Sándor Csányi, cestista ungherese (n. 1916)
- 1992 - Russinho, calciatore brasiliano (n. 1902)
- 1992 - Tony Williams, cantante statunitense (n. 1928)
- 1992 - Shōmatsu Yokoyama, medico giapponese (n. 1913)
- 1993 - Hans Henn, bobbista tedesco (n. 1926)
- 1993 - Alessandro Reggiani, politico e avvocato italiano (n. 1914)
- 1993 - Alison e Peter Smithson, architetto inglese (n. 1928)
- 1994 - Mildred Breedlove, poetessa statunitense (n. 1904)
- 1994 - Arrigo Bugiani, scrittore, poeta e editore italiano (n. 1897)
- 1994 - Elias Canetti, scrittore, saggista e aforista bulgaro (n. 1905)
- 1994 - Felice Di Stefano, compositore italiano (n. 1915)
- 1994 - Stanisław Gucwa, politico e economista polacco (n. 1919)
- 1994 - Joan Harrison, sceneggiatrice, produttrice cinematografica e produttrice televisiva britannica (n. 1907)
- 1996 - Sergiu Celibidache, direttore d'orchestra, compositore e insegnante rumeno (n. 1912)
- 1996 - Uzo Egonu, artista nigeriano (n. 1931)
- 1996 - Károly Honfi, scacchista ungherese (n. 1930)
- 1996 - Camilla Horn, attrice tedesca (n. 1903)
- 1997 - John Elliot, scrittore, sceneggiatore e regista britannico (n. 1918)
- 1997 - Camillo Ferrè, calciatore italiano (n. 1908)
- 1997 - Charlie Fleming, calciatore scozzese (n. 1927)
- 1997 - Guido Vincenzi, allenatore di calcio e calciatore italiano (n. 1932)
- 1998 - Piet Bakers, calciatore olandese (n. 1922)
- 1999 - Paolo Martuscelli, ingegnere e politico italiano (n. 1925)
- 1999 - Pee Wee Reese, giocatore di baseball statunitense (n. 1918)
- 2000 - Gina Mattarolo, attrice italiana (n. 1908)
- 2000 - John Milford, attore statunitense (n. 1929)

## XXI secolo(134)
- 2001 - Jackie 'Butch' Jenkins, attore statunitense (n. 1937)
- 2001 - Edith Lechtape, attrice e fotografa tedesca (n. 1921)
- 2001 - Vincenzo Mezzogiorno, medico e politico italiano (n. 1926)
- 2001 - Pavel Schmidt, canottiere cecoslovacco (n. 1930)
- 2002 - Mary Heeley, tennista britannica (n. 1911)
- 2002 - Elisabeth Grasser, schermitrice austriaca (n. 1904)
- 2002 - Larry Rivers, artista, musicista e regista statunitense (n. 1923)
- 2002 - Peter R. Hunt, regista britannico (n. 1925)
- 2002 - Kyle Rote, giocatore di football americano statunitense (n. 1928)
- 2002 - Dave Williams, cantante statunitense (n. 1972)
- 2003 - Antonio Conelli, nuotatore italiano (n. 1909)
- 2003 - Helmut Rahn, calciatore tedesco (n. 1929)
- 2004 - William D. Ford, politico, avvocato e militare statunitense (n. 1927)
- 2004 - Carlo Guarnieri, calciatore italiano (n. 1919)
- 2004 - Robert Howard, triplista statunitense (n. 1975)
- 2004 - Czesław Miłosz, poeta e saggista polacco (n. 1911)
- 2004 - Cheikh Sarr, operaio senegalese
- 2004 - Francesco Tortarolo, calciatore e allenatore di calcio italiano (n. 1916)
- 2005 - Jan Berg, allenatore di calcio e calciatore norvegese (n. 1943)
- 2005 - Billy More, cantante italiano (n. 1965)
- 2005 - Sheila Piercey, tennista sudafricana (n. 1919)
- 2006 - Adriaan de Groot, scacchista e psicologo olandese (n. 1914)
- 2006 - Bruno Kirby, attore statunitense (n. 1949)
- 2006 - Rubén Marcos, calciatore cileno (n. 1942)
- 2007 - Rinaldo Bontempi, politico italiano (n. 1944)
- 2007 - Ninu Calleja, calciatore maltese (n. 1923)
- 2007 - Tichon Nikolaevič Chrennikov, compositore sovietico (n. 1913)
- 2007 - Giuseppe Gaggiotti, calciatore italiano (n. 1925)
- 2007 - Stig Johansson, pallanuotista svedese (n. 1924)
- 2007 - Bill Lomas, pilota motociclistico britannico (n. 1928)
- 2007 - Giuseppina Re, politica italiana (n. 1913)
- 2007 - Sayoko Yamaguchi, supermodella, stilista e attrice giapponese (n. 1949)
- 2008 - Seiji Aochi, saltatore con gli sci giapponese (n. 1942)
- 2008 - Bakir Farchutdinov, sollevatore sovietico (n. 1925)
- 2008 - Lita Roza, cantante inglese (n. 1926)
- 2009 - Alfonso Avanessian, pittore iraniano (n. 1932)
- 2009 - Yehoshua Robert Büchler, storico ceco (n. 1929)
- 2009 - Lavelle Felton, cestista statunitense (n. 1979)
- 2009 - Kimani Maruge, filantropo keniota (n. 1920)
- 2010 - Herman Leonard, fotografo statunitense (n. 1923)
- 2010 - Abbey Lincoln, cantante, compositrice e attrice statunitense (n. 1930)
- 2011 - Ekaterina Golubeva, attrice russa (n. 1966)
- 2011 - Shammi Kapoor, attore indiano (n. 1931)
- 2011 - Fritz Korbach, allenatore di calcio tedesco (n. 1945)
- 2011 - Vladimir Ryženkov, sollevatore sovietico (n. 1948)
- 2011 - Nive Veroni, politica e giornalista italiana (n. 1924)
- 2012 - Maja Bošković-Stulli, antropologa e storica croata (n. 1922)
- 2012 - Svetozar Gligorić, scacchista e giornalista serbo (n. 1923)
- 2012 - Brian Green, allenatore di calcio e calciatore inglese (n. 1935)
- 2012 - Anna Orso, attrice italiana (n. 1938)
- 2012 - Phyllis Thaxter, attrice statunitense (n. 1919)
- 2013 - Gia Allemand, modella e attrice statunitense (n. 1983)
- 2013 - Jack Garfinkel, cestista statunitense (n. 1918)
- 2013 - Allen Lanier, chitarrista, cantante e polistrumentista statunitense (n. 1946)
- 2013 - Luciano Martino, produttore cinematografico, regista e sceneggiatore italiano (n. 1933)
- 2014 - Jay Adams, skater statunitense (n. 1961)
- 2014 - Constantin Alexandru, lottatore rumeno (n. 1953)
- 2014 - Mariana Briski, attrice argentina (n. 1965)
- 2014 - Madeleine Collinson, attrice e modella maltese (n. 1952)
- 2014 - Géza Gulyás, calciatore ungherese (n. 1931)
- 2014 - Javier Guzmán, calciatore messicano (n. 1945)
- 2014 - Stephen Lee, attore statunitense (n. 1955)
- 2014 - Franco Servello, politico italiano (n. 1921)
- 2015 - Agustín Cejas, allenatore di calcio e calciatore argentino (n. 1945)
- 2015 - Bob Johnston, produttore discografico statunitense (n. 1932)
- 2015 - Rogelio Ricardo Livieres Plano, vescovo cattolico argentino (n. 1945)
- 2015 - Gianfranco Maris, politico, avvocato e partigiano italiano (n. 1921)
- 2015 - Caroline Omamo, cestista keniota (n. 1968)
- 2015 - Karen Stives, cavallerizza statunitense (n. 1950)
- 2016 - Fyvush Finkel, attore statunitense (n. 1922)
- 2016 - Hermann Kant, scrittore tedesco (n. 1926)
- 2016 - Lorenzo Piani, cantautore italiano (n. 1955)
- 2017 - Mohammad Ali Falahatinejad, sollevatore iraniano (n. 1976)
- 2017 - Alessandro Soresini, batterista italiano (n. 1973)
- 2017 - Jasna Tkalec, giornalista jugoslava (n. 1941)
- 2017 - Stephen Wooldridge, pistard australiano (n. 1977)
- 2018 - Cliff Murray, cestista statunitense (n. 1928)
- 2018 - Walter Müller, calciatore svizzero (n. 1938)
- 2018 - Michael Persinger, neuroscienziato statunitense (n. 1945)
- 2018 - Randy Rampage, bassista e cantante canadese (n. 1960)
- 2018 - Mario Trebbi, calciatore e allenatore di calcio italiano (n. 1939)
- 2018 - Ėduard Nikolaevič Uspenskij, scrittore sovietico (n. 1937)
- 2019 - Akab, fumettista e regista italiano (n. 1976)
- 2019 - Brian Job, nuotatore statunitense (n. 1951)
- 2019 - Marcello Martini, partigiano italiano (n. 1930)
- 2019 - Ugo Sansonetti, scrittore e atleta italiano (n. 1919)
- 2020 - Julian Bream, chitarrista e liutista britannico (n. 1933)
- 2020 - Angela Buxton, tennista britannica (n. 1934)
- 2020 - Ewa Demarczyk, cantante polacca (n. 1941)
- 2020 - Tom Forsyth, calciatore scozzese (n. 1949)
- 2020 - Federico Frigerio, calciatore italiano (n. 1958)
- 2020 - Ernst Jean-Joseph, calciatore haitiano (n. 1948)
- 2020 - Stefano Malatesta, giornalista, scrittore e pittore italiano (n. 1940)
- 2020 - Linda Manz, attrice statunitense (n. 1961)
- 2020 - Kalevi Oikarainen, fondista finlandese (n. 1936)
- 2020 - Alessandro Roveri, storico italiano (n. 1929)
- 2020 - Elena Spagnol, traduttrice, gastronoma e scrittrice italiana (n. 1930)
- 2020 - John Talbut, calciatore inglese (n. 1940)
- 2020 - Raffaele Verdicchio, politico italiano (n. 1937)
- 2020 - Pete Way, bassista britannico (n. 1951)
- 2021 - Ignacio Achucarro, calciatore paraguaiano (n. 1936)
- 2021 - Carlos Correia, politico guineense (n. 1933)
- 2021 - Piera Degli Esposti, attrice e regista teatrale italiana (n. 1938)
- 2021 - Igor' Davidovič Ojstrach, violinista sovietico (n. 1931)
- 2021 - Raymond Murray Schafer, compositore, scrittore e ambientalista canadese (n. 1933)
- 2021 - Wojbor Andrzej Woyczyński, matematico polacco (n. 1943)
- 2022 - Nina Garsoïan, storica statunitense (n. 1923)
- 2022 - Yosiwo George, politico e diplomatico micronesiano (n. 1941)
- 2022 - Harald Gulbrandsen, calciatore norvegese (n. 1940)
- 2022 - Arne Legernes, calciatore norvegese (n. 1931)
- 2022 - Svika Pick, cantante, compositore e pianista israeliano (n. 1949)
- 2022 - Dan Rapoport, imprenditore statunitense (n. 1968)
- 2022 - Carmen Scivittaro, attrice e drammaturga italiana (n. 1945)
- 2023 - Francesco Alberoni, sociologo, giornalista e scrittore italiano (n. 1929)
- 2023 - Bobby Baun, allenatore di hockey su ghiaccio e hockeista su ghiaccio canadese (n. 1936)
- 2023 - Boris Dubrovskij, canottiere sovietico (n. 1939)
- 2023 - Adriana Giuffrè, attrice italiana (n. 1939)
- 2023 - Stefano Makula, apneista italiano (n. 1954)
- 2023 - Harris Mann, ingegnere, progettista e designer britannico (n. 1938)
- 2023 - László Zarándi, velocista ungherese (n. 1929)
- 2024 - Georges Corm, economista, storico e politico libanese (n. 1940)
- 2024 - Hermann Haken, fisico tedesco (n. 1927)
- 2024 - Soke Kubota Takayuki, karateka e maestro di karate giapponese (n. 1934)
- 2024 - Delbar Nazari, politica, insegnante e funzionaria afghana (n. 1956)
- 2024 - Paolo Ricca, teologo e pastore protestante italiano (n. 1936)
- 2024 - Gena Rowlands, attrice statunitense (n. 1930)
- 2024 - Aleksandr Ušakov, biatleta sovietico (n. 1948)
- 2025 - Auro Enzo Basiliani, calciatore e allenatore di calcio italiano (n. 1934)
- 2025 - Michael Castle, politico statunitense (n. 1939)
- 2025 - Giuseppe Macrì, judoka italiano (n. 1958)
- 2025 - Vece Paes, hockeista su prato e medico indiano (n. 1945)
- 2025 - Nicanor Perlas, politico, attivista e ambientalista filippino (n. 1950)
- 2025 - Bernardo Ruiz, ciclista su strada e dirigente sportivo spagnolo (n. 1925)
- 2025 - Lucia Tumiati Barbieri, scrittrice italiana (n. 1926)